# 辛庄开化寺
38°11′22″N 112°41′33″E / 38.18944°N 112.69250°E
辛庄开化寺位于中国山西省太原市阳曲县高村乡辛庄村，2004年被列为第四批山西省文物保护单位。
开化寺始建年代不详，现存主要为明代建筑。主要建筑有大雄宝殿、观音殿、地藏殿、东西垛殿、天王殿、斋堂、厢房等。大雄宝殿面阔三间，进深三间，单檐悬山顶。